# مؤشر التقدم الحقيقي

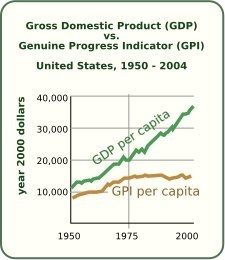

مؤشر التقدم الحقيقي (بالإنجليزية: Genuine progress indicator، اختصارًا GPI) هو مقياس تم اقتراحه لاستبدال أو تكملة الناتج المحلي الإجمالي. يتم تصميمه ليأخذ في الاعتبار بشكل كامل رفاهية الأمة، والتي يتعلق جزء منها فقط بحجم اقتصاد الدولة، من خلال دمج العوامل البيئية والاجتماعية التي لا يتم قياسها بواسطة الناتج المحلي الإجمالي. على سبيل المثال، تنخفض قيمة بعض نماذج مؤشر التقدم الحقيقي عندما يزيد معدل الفقر. يفصل مؤشر التقدم الحقيقي مفهوم التقدم المجتمعي عن النمو الاقتصادي .